# Shigu
För andra betydelser, se Shigu (olika betydelser).
Shigu är ett stadsdistrikt i Hengyang i Hunan-provinsen i södra Kina.